# Popilnia
Popilnia (ukr. Попільня) – osiedle typu miejskiego na Ukrainie, w obwodzie żytomierskim, w rejonie żytomierskim.

## Historia
Wieś założona została w 1860. Siedziba dawnej gminy Popielnia w powiecie skwirskim guberni kijowskiej. W 1930 roku zaczęto wydawać gazetę. Status osiedla typu miejskiego posiada od 1938. W 1989 liczyła 6238 mieszkańców. W 2013 liczyła 6006 mieszkańców.
Do 2020 roku miejscowość była siedzibą administracyjną rejonu popilnianskiego.